# Jamie O'Hara
Jamie Darryl O'Hara (Dartford, 25 de setembro de 1986) é um ex-futebolista inglês que jogava como meio-campista pelo Tottenham. Ele também ocupava as posições de lateral-esquerdo e meia-esquerda.

## Carreira em clubes
O'Hara jogou nas categorias de base do Arsenal antes de jogar no Tottenham, em 2003.
Em 13 de janeiro de 2006 ele foi anunciado o seu empréstimo ao Chesterfield F.C., com duração de três meses.
Em 24 de agosto de 2007, ele foi contratado pelo Millwall, por empréstimo. Após retornar aos Spurs, O'Hara fez sua estréia contra Portsmouth, como substituto, em 15 de dezembro de 2007. Ele jogou uma partida desde o início pela primeira vez no Tottenham contra o Arsenal, seu clube formador, em 22 de dezembro de 2007.
Jamie fez seu primeiro gol em 21 de fevereiro de 2008, em jogo válido pela Taça UEFA, contra o Slavia Praga, no White Hart Lane. Ele assinou uma novo contrato de duração de três anos para mantê-lo no Tottenham pelo menos até 2011.

## Carreira internacional
O'Hara foi convocado para a Seleção Inglesa Sub-21 para o jogo contra a Irlanda Sub-21, em 5 de fevereiro de 2008, mas não entrou em campo. Ele teve sua primeira aparição internacional em 25 de março do mesmo ano, em um amistoso terminado em 0 a 0 contra a Polônia Sub-21. Em 15 de maio, na vitória por 2–0 contra o País de Gales Sub-21, ele novamente representou a Inglaterra Sub-21, entrando no segundo tempo de partida para substituir Theo Walcott.

## Honours
Tottenham Hotspur
- Copa da Liga Inglesa: 2007–08[1]

Individual
- Jogador da temporada 2009–10 (Portsmouth F.C.)[2]